# Armawir FA
Armawir FA (orm. „Արմավիր“ Ֆուտբոլային Ակումբ, "Armawir" Futbolajin Akumby) – ormiański klub piłkarski z siedzibą w miejscowości Armawir.

## Historia
Chronologia nazw:
- 1965–1981: Sewan Hoktemberjan (orm. «Սևան» Հոկտեմբերյան)
- 1981–1990: Spartak Hoktemberjan (orm. «Սպարտակ» Հոկտեմբերյան)
- 1990–1992: Araks Hoktemberjan (orm. «Արաքս» Հոկտեմբերյան)
- 1992–1995: Araks Armawir (orm. «Արաքս» Արմավիր)
- 1995–1997: Armawir FA (orm. «Արմավիր» ՖԱ)
- 2001: Karmrachajt Armawir (orm. «Կարմրախայտ» Արմավիր)
- 2002–2003: Armawir FA (orm. «Արմավիր» ՖԱ)

Klub Piłkarski Sewan Hoktemberjan został założony w 1965 roku i startował w rozgrywkach Pucharu ZSRR oraz debiutował w Klasie B, rosyjskiej strefie 4 Mistrzostw ZSRR. W 1970 po kolejnej reorganizacji systemu lig ZSRR klub spadł do Klasy B, rosyjskiej strefy 2, podgrupy 2, po czym pożegnał się z rozgrywkami profesjonalnymi. W 1981 zmienił nazwę na Spartak Hoktemberjan i ponownie startował w Drugiej Lidze, strefie 9, w której występował do 1989. W 1990 przyjął nazwę Araks Hoktemberjan. Ostatnie dwa sezony Mistrzostw ZSRR (1990-1991) grał w Drugiej Niższej Lidze.
Po uzyskaniu przez Armenię niepodległości, w 1992 debiutował w najwyższej lidze Armenii, w której zajął 21. miejsce i spadł do II ligi. W sezonie 1994 zajął 3. miejsce, ale już w 1994 z przyczyn finansowych nie występował. W 1995 jako FC Armawir ponownie grał w Aradżin chumb i tak jak poprzednio zrezygnował z występów w sezonie 1995/96. Sezon 1996/97 rozpoczął z porażek i remisów, po czym klub został rozwiązany.
Dopiero w 2001 został odrodzony jako Karmrachajt Armawir i ponownie startował w Aradżin chumb. Zajął końcowe przedostatnie 7. miejsce, a w następnym sezonie przywrócił nazwę FC Armawir i zdobył awans do Bardsragujn chumb. Ale przed rozpoczęciem rozgrywek w 2003 z powodów finansowych został rozwiązany.

## Sukcesy
- Klasa B ZSRR, rosyjska strefa 4: 1. miejsce (1968)
- Puchar ZSRR: 1/32 finału (1986/87)
- Mistrzostwo Armenii: 21. miejsce (1992)
- Puchar Armenii: 1/8 finału (2002)